# Speak Love
Speak Love è il cinquantunesimo album della cantante jazz Ella Fitzgerald, pubblicato dalla Pablo Records nel 1983.
L'album vede la cantante accompagnata dalla chitarra di Joe Pass.

## Tracce
Lato A
1. Speak Low (Ogden Nash, Kurt Weill) – 4:13
2. Comes Love (Lew Brown, Sam H. Stept, Charles Tobias) – 3:00
3. There's No You (Tom Adair, Hal Hopper) – 4:45
4. I May Be Wrong (But I Think You're Wonderful) (Harry Ruskin, Henry Sullivan) – 5:08
5. At Last (Mack Gordon, Harry Warren) – 4:21

Lato B
1. The Thrill Is Gone (Medley) (Lew Brown, Ray Henderson) – 4:14
2. Gone with the Wind (Herbert Magidson, Allie Wrubel) – 3:55
3. Blue and Sentimental (Count Basie, Mack David, Jerry Livingston) – 3:06
4. Girl Talk (Neal Hefti, Bobby Troup) – 4:09
5. Georgia on My Mind (Hoagy Carmichael, Stuart Gorrell) – 6:09